# Rotenhan (Adelsgeschlecht)

Stammwappen derer von Rotenhan und Rottenhan

Das Geschlecht der Freiherren von Rotenhan, auch Grafen von Rottenhan, ist eine Adelsfamilie des fränkischen Uradels, das seinen Namen von der gleichnamigen Stammburg bei Eyrichshof, Unterfranken herleitet. Die Rotenhan waren Dienstmannen des Bistums Bamberg. Das Geschlecht gehörte der Fränkischen Reichsritterschaft des Kantons Baunach an.
Die Familie wurde 1771 in den Freiherrenstand erhoben; die seit der Reformation evangelisch-lutherischen Freiherren von Rotenhan existieren noch heute. Der katholische gräfliche Zweig (Untermerzbach) des 1774 von Kaiser Joseph II. in den Reichsgrafenstand erhobenen Alexander von Rottenhan ist 1886 erloschen.

## Geschichte

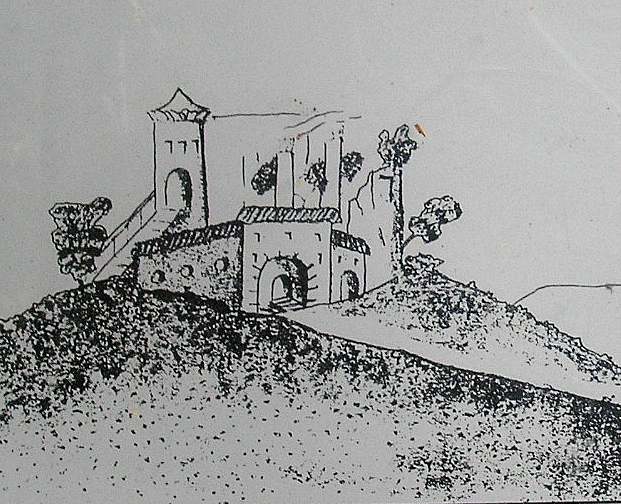
Freie Rekonstruktion der Burg Rotenhan aus dem 19. Jahrhundert

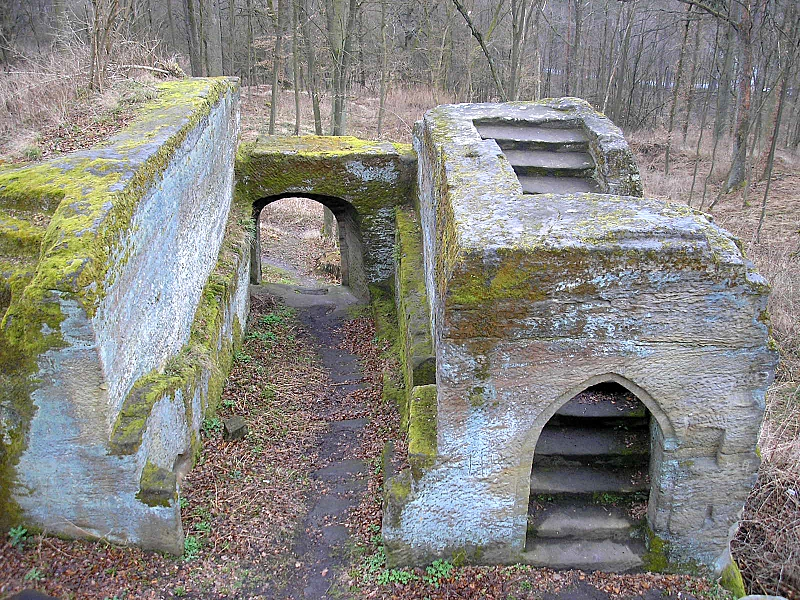
Burgruine Rotenhan in den Haßbergen, Unterfranken

Eine Abstammung der Familie von einem der drei Brüder von Langheim, die als urkundlich 1132 erwähnte Ministerialen des Bamberger Domkapitels das Kloster Langheim mit begründeten und dessen Wachmannschaft bildeten, scheint durch Besitzzusammenhänge, gleiche Vornamen und Wappenähnlichkeit gesichert.
Die erste urkundliche Erwähnung des Namens „de Rotenhagen“ ist am 15. August 1229 mit Winther Schenk von Rotenhan und seinem Sohn Wolfram verzeichnet, mit welchen die Stammreihe beginnt. Der namensgebende Stammsitz war die bereits 1324 zerstörte Burg Rotenhan, etwa zwei Kilometer nördlich von Ebern über dem Stadtteil Eyrichshof im Landkreis Haßberge in Unterfranken. Es handelt sich um die seltene Form einer Felsenburg, die in natürliche Sandsteinblöcke geschlagen und durch Mauern verbunden wurde. Der Name Rotenhan dürfte sich von gerodeter Haag, Hain ableiten, nach dem die Stammburg benannt wurde. Manche Forscher halten auch eine Ableitung von dem Flüsschen Rodach für denkbar. Der rote Hahn, den das Geschlecht als Helmzier führt, ist nicht der Ursprung des Namens, sondern wurde erst nachträglich wegen des Gleichklangs gewählt.
Ursprünglich scheint das Geschlecht in Beziehung zum nahen Kloster Banz bei Bad Staffelstein gestanden zu haben. Die möglicherweise ehemals edelfreien Rotenhan waren im Hochmittelalter Dienstmannen des Bistums Bamberg (oder dem Hochstift zumindest vertraglich verpflichtet). Einige Namensträger de Rotha(ha) erscheinen auch in der Gefolgschaft des Klosters Langheim.
Die bambergische Burg Rotenhan nahe der würzburgischen Stadt Ebern dürfte ein Stachel im Fleisch des Bistums Würzburg gewesen sein. Bereits 1319 musste Wolfram von Rotenhan seine Burg dem Würzburger Hochstift zu Lehen auftragen und dort als Burgmann Dienst tun. Dennoch belagerte der Würzburger Bischof Wolfram Wolfskeel von Grumbach 1323 die Burg Rotenhan unter dem Vorwand der Falschmünzerei und Felonie. Nach der Eroberung wurde die Veste zerstört und durfte per Vertrag von 1324 nie wieder aufgebaut werden. Wolfram Schenk von Rotenhan wurde 1323 wegen Meineides vom König seiner Lehen verlustig erklärt. Er zog sich auf seinen nahegelegenen Eigenbesitz zurück, die Burg Fischbach, welche im Tal des gleichnamigen Baches liegt, der in die Baunach mündet. Die Familie Rotenhan hatte von 1190 bis 1322 das Unterschenkenamt im Hochstift Bamberg innegehabt und sich danach Schenk von Rotenhan genannt. Nach der Zerstörung des Stammsitzes ging der Familie auch das angesehene Schenkenamt verloren; es wurde an die Familie von Aufseß übertragen.
Der Verlust der Burg Rotenhan schwächte das Adelsgeschlecht aber nur kurzzeitig. Die ältere Hauptlinie verfügte weiterhin über umfangreichen Eigenbesitz an der Baunach, der ihr bereits seit dem 13. Jahrhundert gehörte. Die Besitzungen im Itztal gehörten einer Nebenlinie. Der Humanist Sebastian von Rotenhan untersuchte etwa 200 Jahre später die Umstände des Unterganges der Stammburg seines Geschlechtes. Der Burgherr Wolfram habe „dem Stifft ettliche Leuth erstochen, Ihnen die Kühe genohmen undt dem stifft allß Lehemann nicht mehr hat wollen dhinen…'“. König Ludwig der Bayer setzte sich jedoch für ihn ein und bat den Bischof, den in Ungnade gefallenen Wolfram von Rotenhan erneut mit dem Burgstall und einigen zugehörigen Äckern zu belehnen. Wolfram musste im Gegenzug schwören, das Hochstift Würzburg gegen seine Feinde zu verteidigen. Nur gegenüber seinem früheren Lehnsherrn, dem Bischof von Bamberg, durfte er neutral bleiben. Da er die Burg Rotenhan vertragsgemäß nicht wieder aufbauen durfte, erweiterte Wolfram den (1232 erstmals urkundlich erwähnten) Wirtschaftshof „Iringerstorff“ am Berg unterhalb der Burg um 1330/40 zu einer Wasserburg, dem Schloss Eyrichshof, das seither bis heute von der Familie bewohnt wird. Auch das Fischbacher Schloss ist noch in ihrem Besitz. 1333 erhielt sie auch ihre Würzburger Lehen zu Holzhausen und Mechenried wieder zurück.
Ebenfalls 1333 sind sie erstmals in Rentweinsdorf nachgewiesen. Dort entstand damals eine Wasserburg, bestehend aus zwei Burghäusern als Ganerbenburg, auf der mehrere Familienzweige zusammenlebten. Dies scheint nicht immer konfliktfrei verlaufen zu sein, denn 1530 schlossen sie einen Burgfrieden untereinander. 1453 erhielten die Rentweinsdorfer Rotenhan erneut ein Hofamt an einer fürstbischöflichen Kurie verliehen: Sie wurden Erbunterkämmerer des Hochstiftes Bamberg. Der Ritter Sebastian von Rotenhan lebte um 1500 in Rentweinsdorf, er war ein Humanist und Freund Ulrich von Huttens. Die Burg wurde 1525 während des Bauernkrieges beschädigt und nochmals im Dreißigjährigen Krieg verwüstet. Johann Friedrich II. von Rotenhan ließ auf ihren Grundmauern daher ab 1750 einen barocken Neubau errichten, das Schloss Rentweinsdorf, welches 1762 vollendet war. Es wird von der Familie bis heute bewohnt. Nebengüter im Familienbesitz sind Sendelbach (Rentweinsdorf) und das Gut Saarhof in Maroldsweisach. 1845 kam auch die Burg Lichtenstein an die Rotenhan, von denen sie noch bewohnt wird.
Das Schloss Untermerzbach war vom 13./14. Jahrhundert bis 1886 im Besitz der Familie. Sein Besitzer Georg Wolfgang von Rotenhan  (1615–1695) konvertierte anlässlich seiner Eheschließung um 1669/70 zur römisch-katholischen Konfession und trat in die Dienste des Hochstifts Bamberg. Damit kehrte diese Linie in den Würzburger und Bamberger Stiftsadel zurück und stellte über Generationen wieder Domherren. Über seine Frau erbte er die Herrschaft Neuhausen auf den Fildern. Der Enkel Johann Alexander von Rottenhan, Premierminister im Hochstift Bamberg, wurde 1771 von Kaiser Joseph II. in den Reichsfreiherrnstand und 1774 in den Reichsgrafenstand erhoben. Zur Unterscheidung von den freiherrlichen protestantischen Linien der Familie fügte er seinem Namen ein zweites t hinzu. Er verkaufte die Herrschaften Neuhaus und Pfauhausen und erwarb dafür 1771 die Herrschaft Rothenhaus in Westböhmen, zu der mehrere Bergorte und Eisenwerke gehörten. Sein Sohn Heinrich Franz Graf von Rottenhan wurde österreichischer Justizminister. Er besaß neben Rothenhaus auch Schloss Jemniště in Mittelböhmen. Die gräfliche Linie Rottenhan erlosch 1886 im Namensträgerstamm.
Zu den ältesten, ehemaligen Familiensitzen zählen außerdem das Schloss Schenkenau (um 1250 durch Ludwig I. von Rotenhan erbaut, bis ins 15. Jahrhundert im Besitz der Familie) und das Schloss Ebelsbach (seit 1355 bis 2000 im Besitz).
Durch die Ehe des Hermann von Rotenhan (1800–1858) mit Freiin Marline Riedesel zu Eisenbach kam 1854 das Gut Buchwald im niederschlesischen Hirschberger Tal an sie. Dort hatte ihre Tante Gräfin Friederike von Reden geb. Riedesel einen berühmten Landschaftspark angelegt. Ebenfalls von den Riedesel erbten die Rotenhan 1863 das Schloss Neuenhof nahe dem thüringischen Eisenach, das sie in der Folge neugotisch vergrößerten. Diese beiden Güter wurden 1945 enteignet. Neuenhof konnte nach der deutschen Wiedervereinigung von den Eyrichshöfer Rotenhan zurückerworben werden. Im Jahr 2000 erwarb Sebastian von Rotenhan aus Rentweinsdorf die Waldbesitze in Oberwald (Hohenstein-Ernstthal, Sachsen) und Reuthen (Niederlausitz, Brandenburg), mit dem Herrenhaus Reuthen.

## Besitzungen

### Heutige Besitze

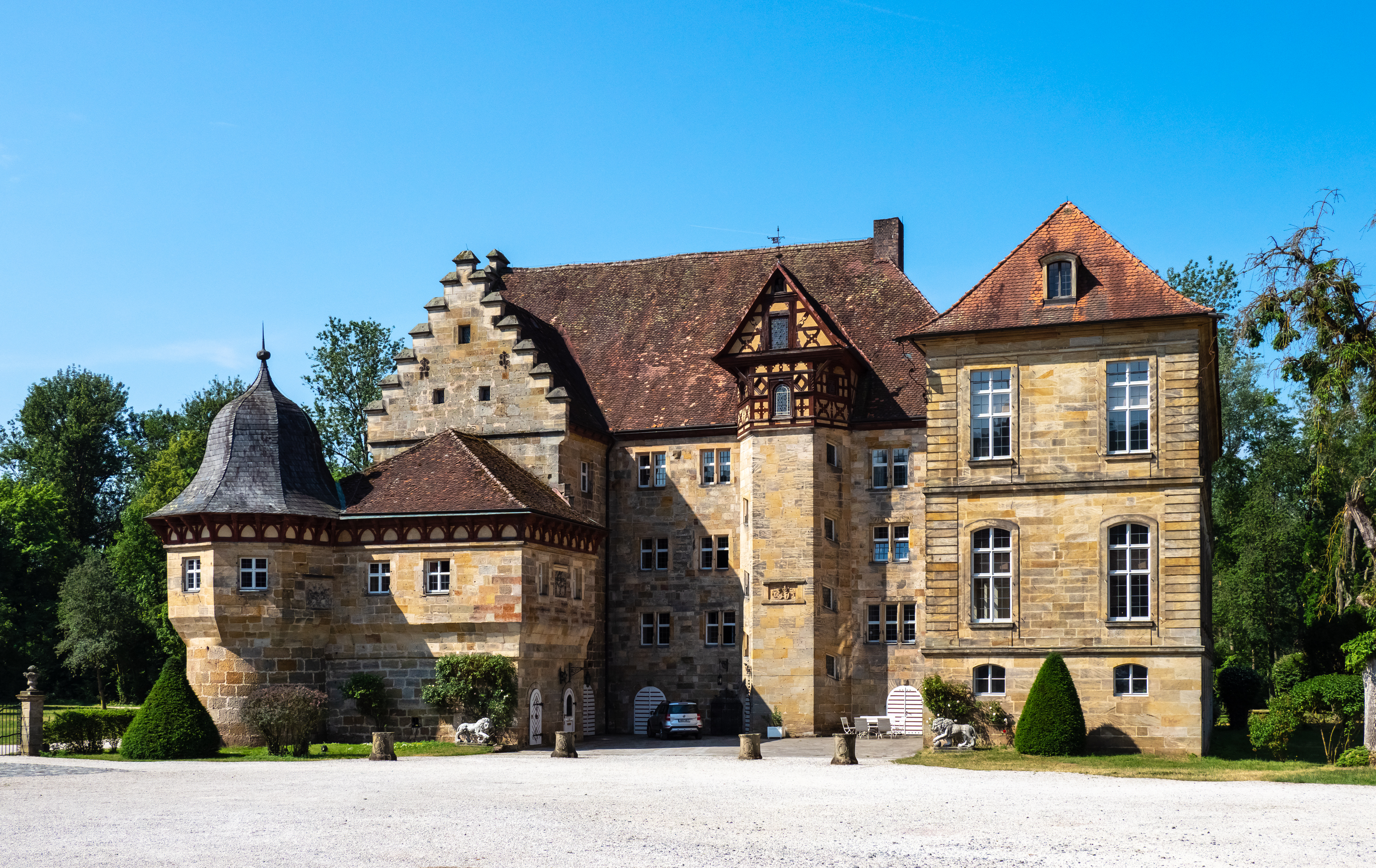
Schloss Eyrichshof (unterhalb der Burg Rotenhan), Haßberge
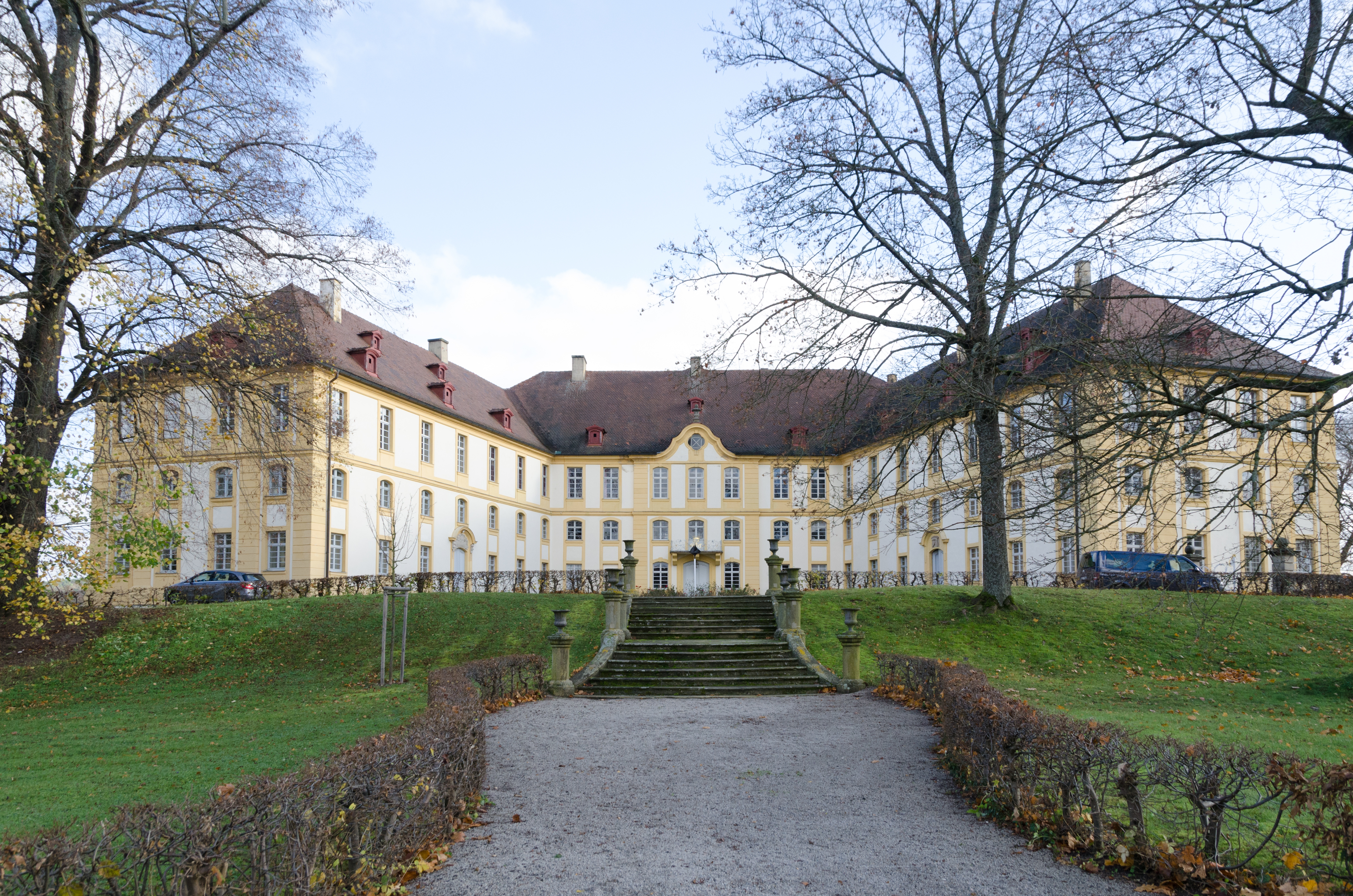
Schloss Rentweinsdorf, Haßberge
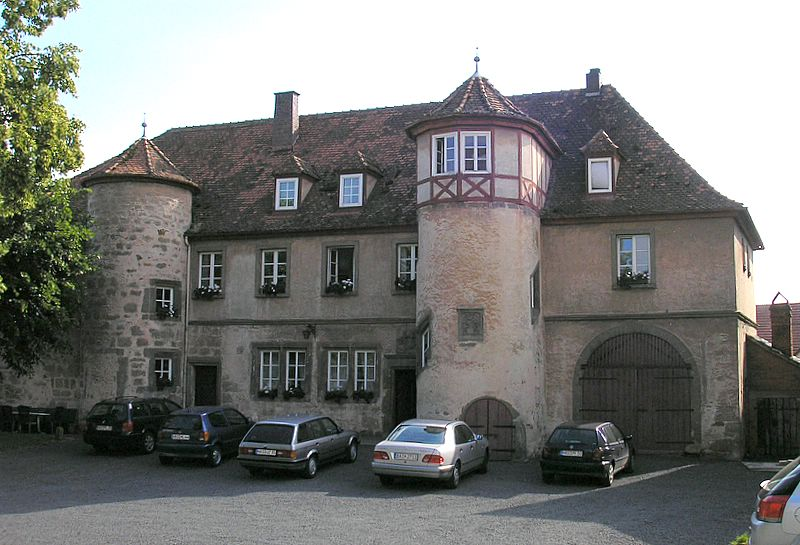
Schloss Fischbach, Haßberge
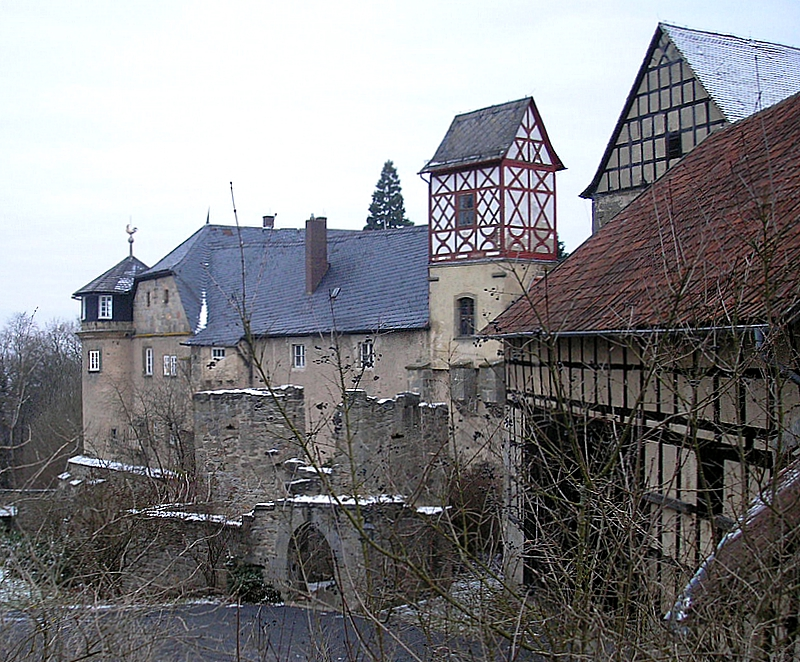
Burg Lichtenstein, Haßberge
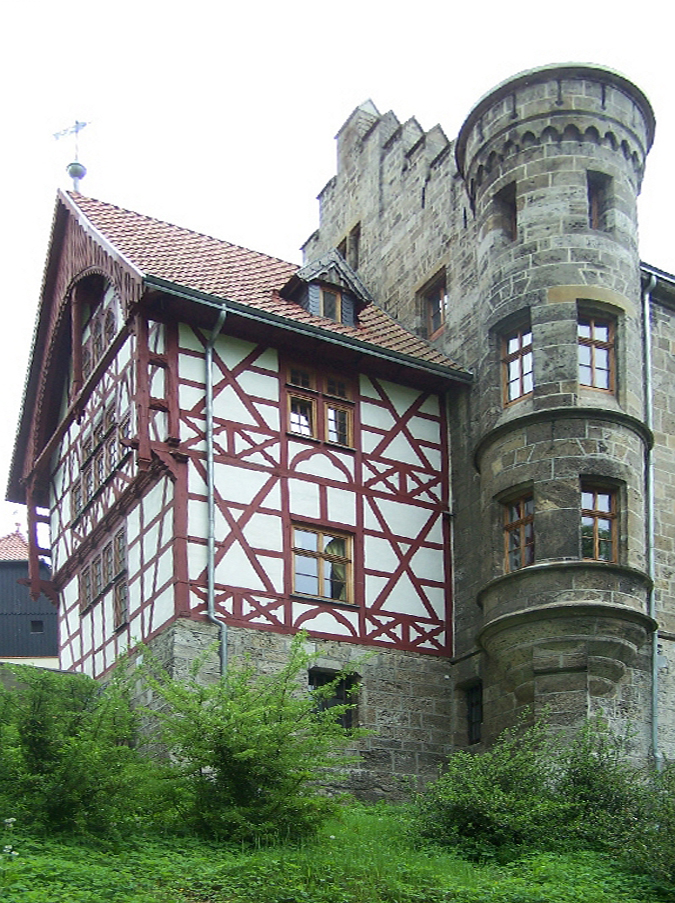
Schloss Neuenhof (Thüringen)
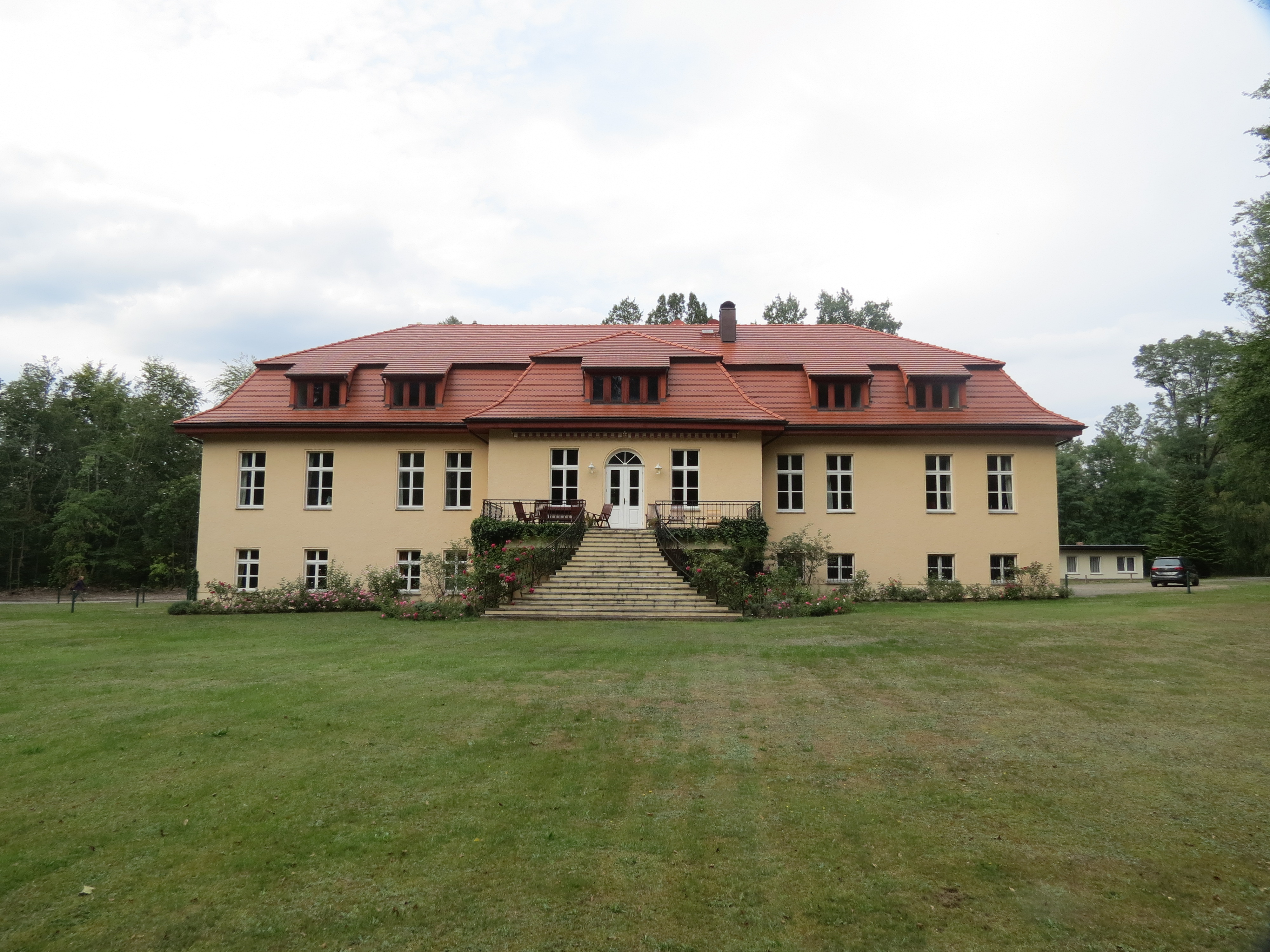
Gut Reuthen (Niederlausitz)

### Ehemalige Besitze

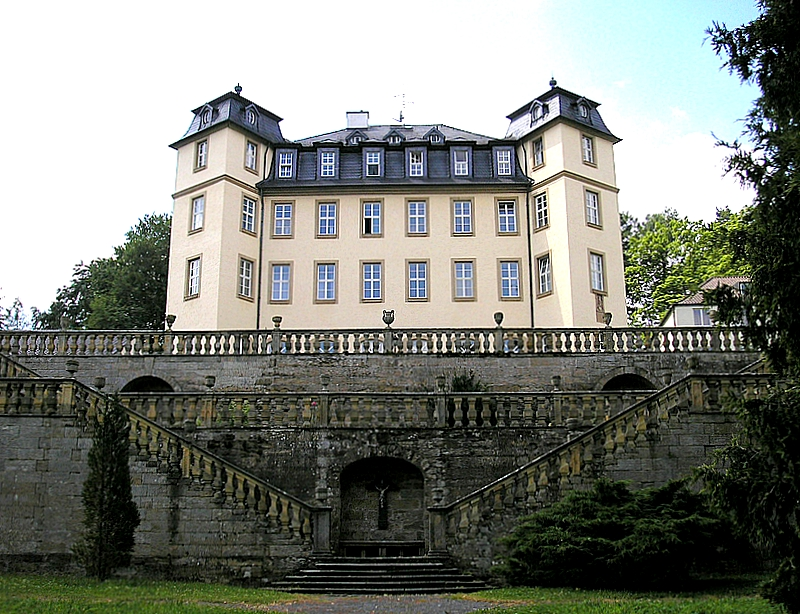
Schloss Untermerzbach, Haßberge
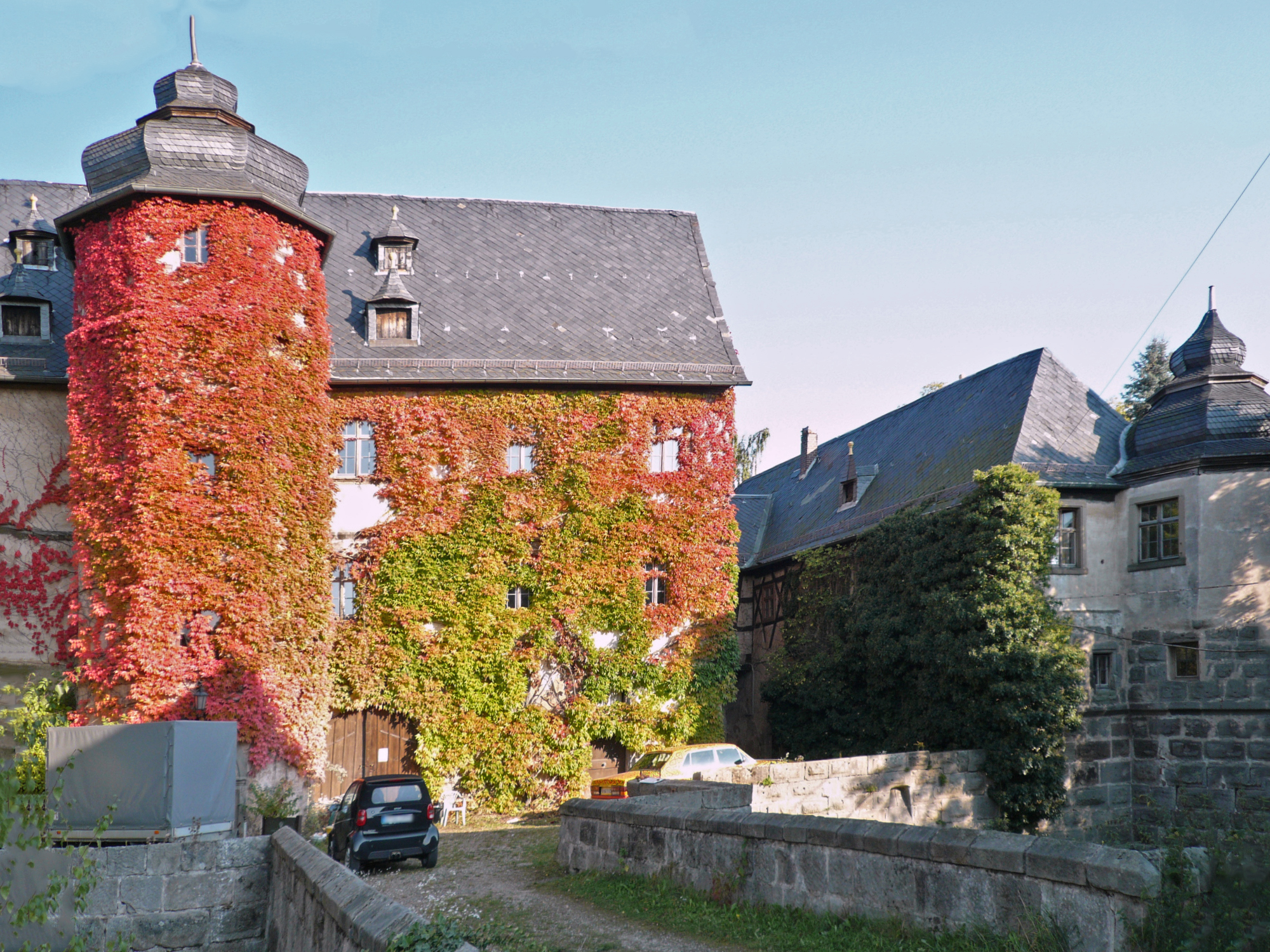
Schloss Ebelsbach, Haßberge (vor dem Brand 2009)
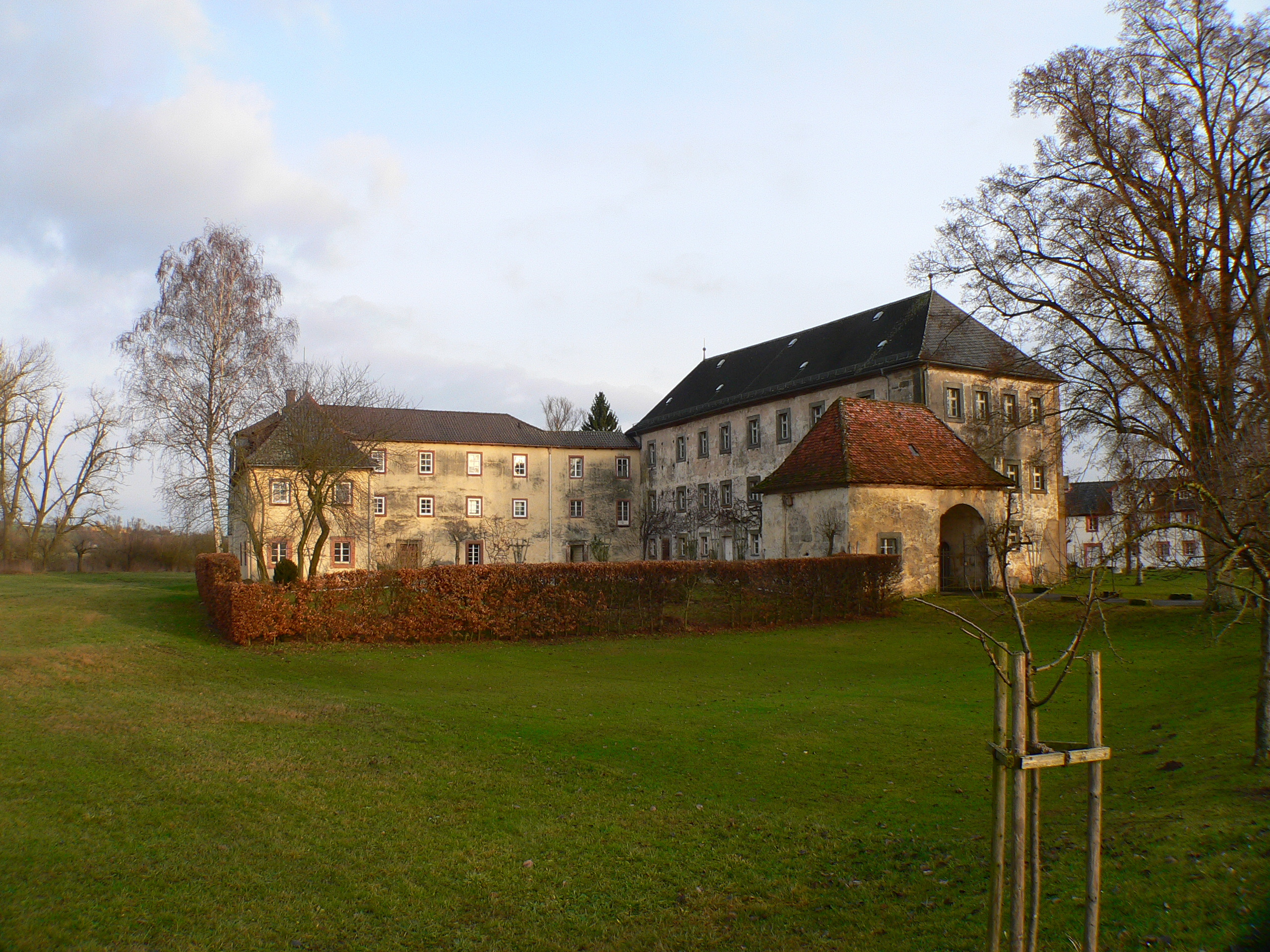
Schloss Schenkenau bei Coburg
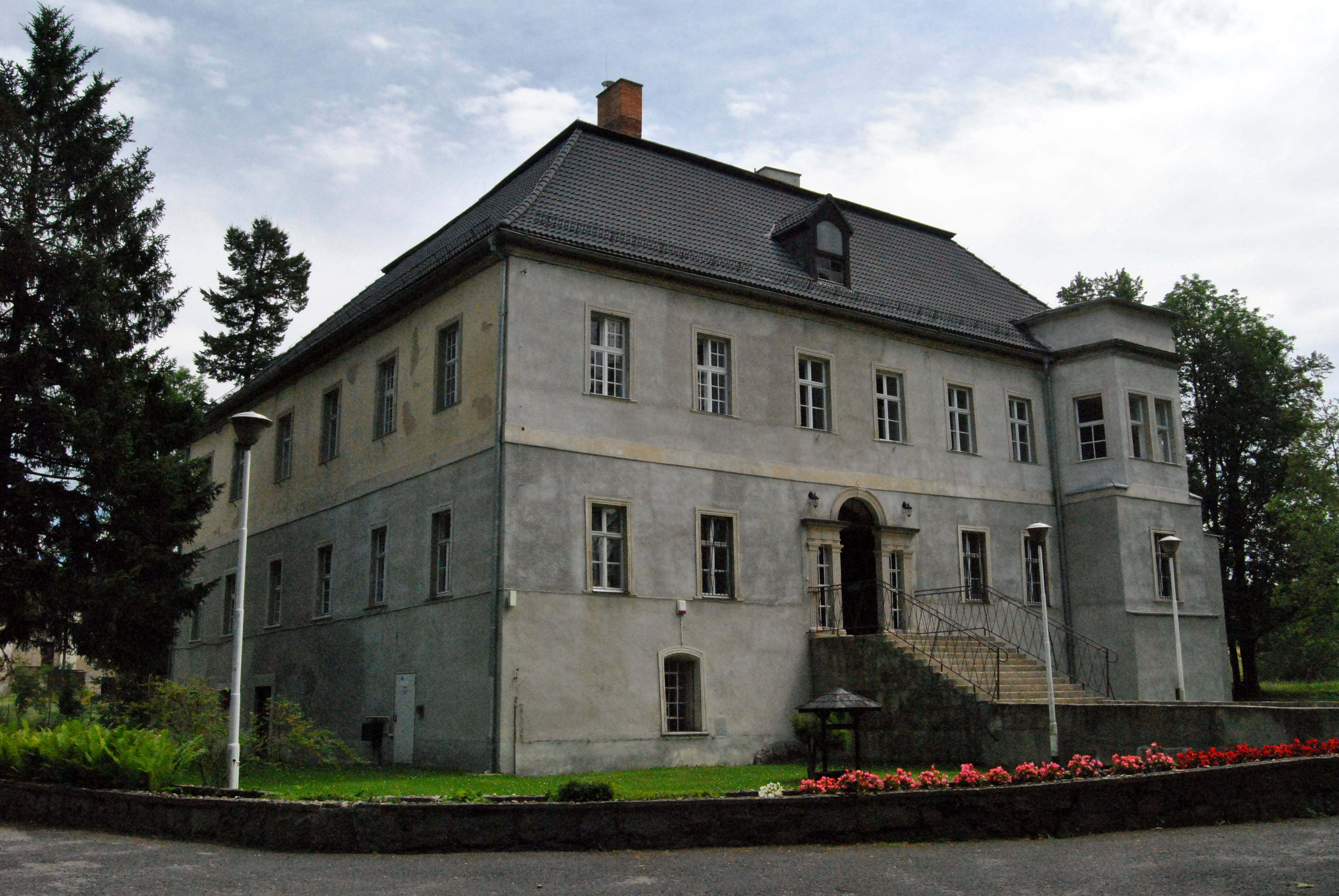
Schloss Buchwald, Niederschlesien
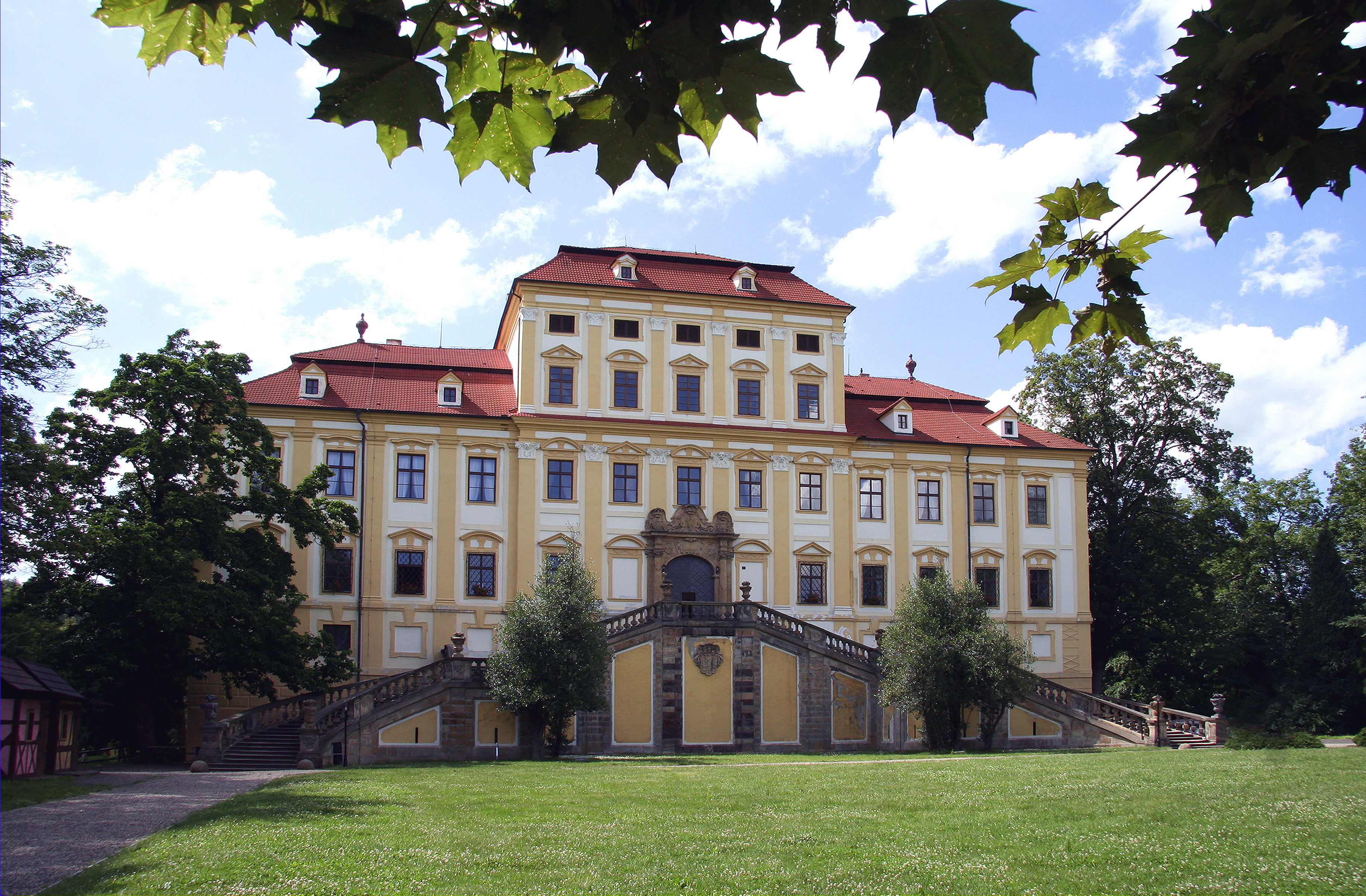
Schloss Rothenhaus, Westböhmen
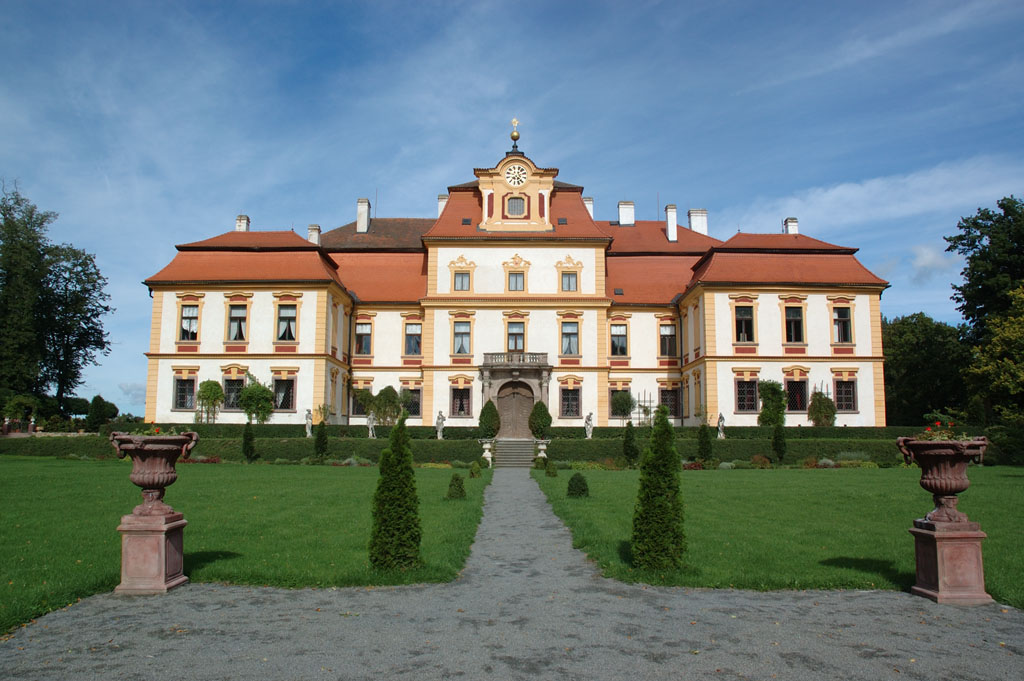
Schloss Jemniště, Mittelböhmen

## Stammlinie der Familie bis zur Linienteilung
Winther Schenk von Rotenhan (genannt 1190 und 1229)
- Ludwig Schenk von Rotenhan († 1258), ⚭ Sophie von Bibra
  - Wolfram Schenk von Rotenhan († 1303), ⚭ Sophie von Fulbach
    - Wolfram Schenk von Rotenhan († 1353), ⚭ Luidgarde von Schaumberg
      - Wolfram von Rotenhan († 1364), ⚭ Kunigunde von Seckendorff
        - Gottfried von Rotenhan, ⚭ Gertraud von Schaumberg
          - Mathäus von Rotenhan († 1472), ⚭ Agathe Stein von Altenstein
            - Mathäus von Rotenhan († 1506), ⚭ Walburga Förtsch von Thurnau
              - Hans von Rotenhan (*um 1490; † 1559), Reformator, ⚭ Margaretha von Seckendorff
                - Georg der Fromme von Rotenhan († 22. Januar 1465), ⚭ Anna von Rotenhan
                  - Hans Georg von Rotenhan (1559–1613), Ritterhauptmann, ⚭ Eva von Münster
                    - Adam Georg von Rotenhan (1599–1648), Ritterrat, ⚭ Anna Christine von Adelebsen
                      - Valentin Julius von Rotenhan (1628–1680), Ritterrat, ⚭ Anna Christine von Rotenhan
                        - Philipp Albrecht von Rotenhan (1671–1725), Ritterrat, ⚭ Dorothea Friederike von Künßberg
                          - Johann Friedrich von Rotenhan (1713–1776), Generaldirektor der Deutschen Reichsritterschaft, ⚭ Johanne Wilhelmine von Seckendorff
                            - Sigmund von Rotenhan (1761–1826), ⚭ Antoinette von Lenthe
                              - Hermann von Rotenhan (1800–1858) und Julius von Rotenhan (1805–1882)

## Grablege in der Pfarrkirche Heilige Dreifaltigkeit (Rentweinsdorf)

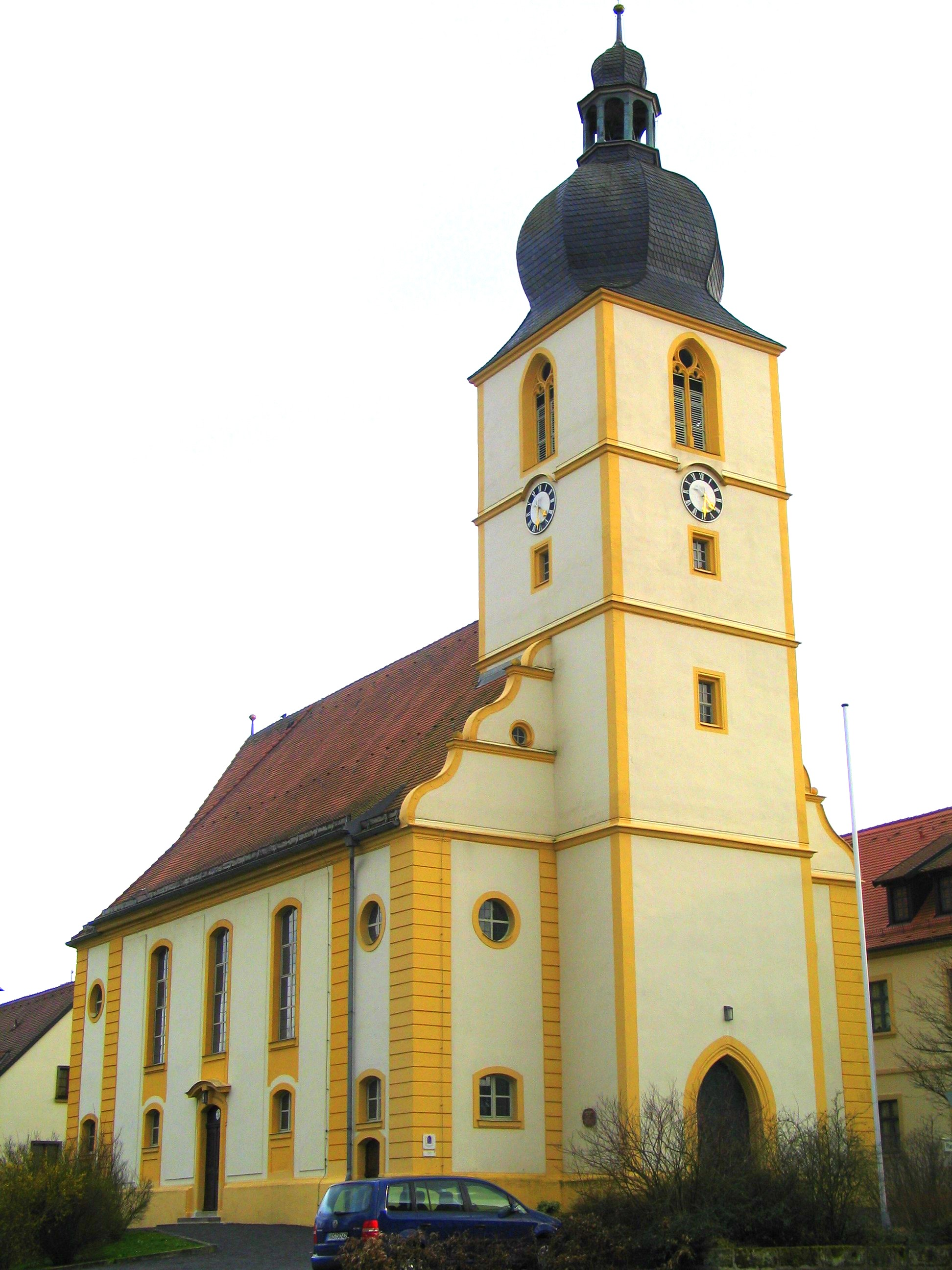
Pfarrkirche Heilige Dreifaltigkeit (Rentweinsdorf)
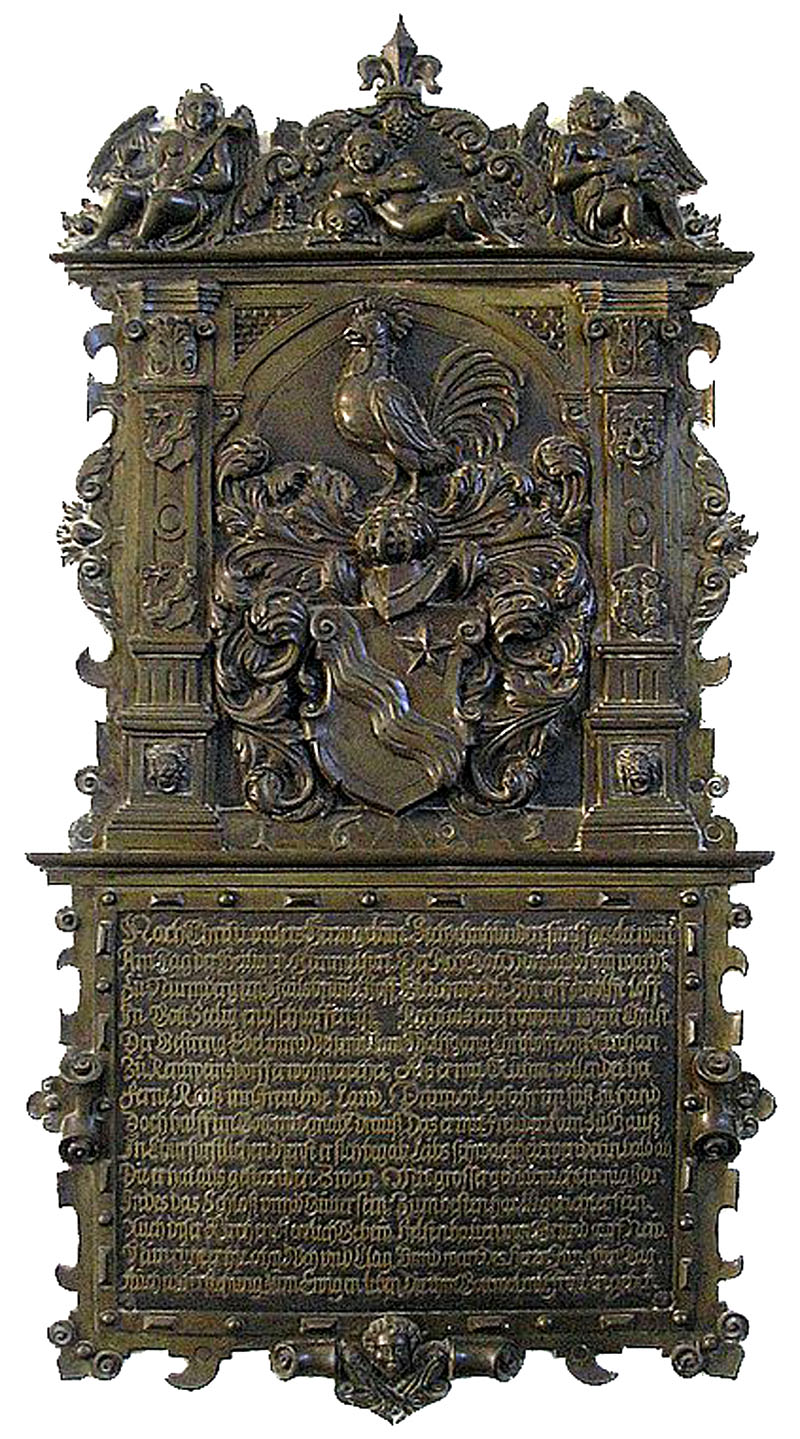
Das Bronzeepitaph Wolfgang von Rotenhans
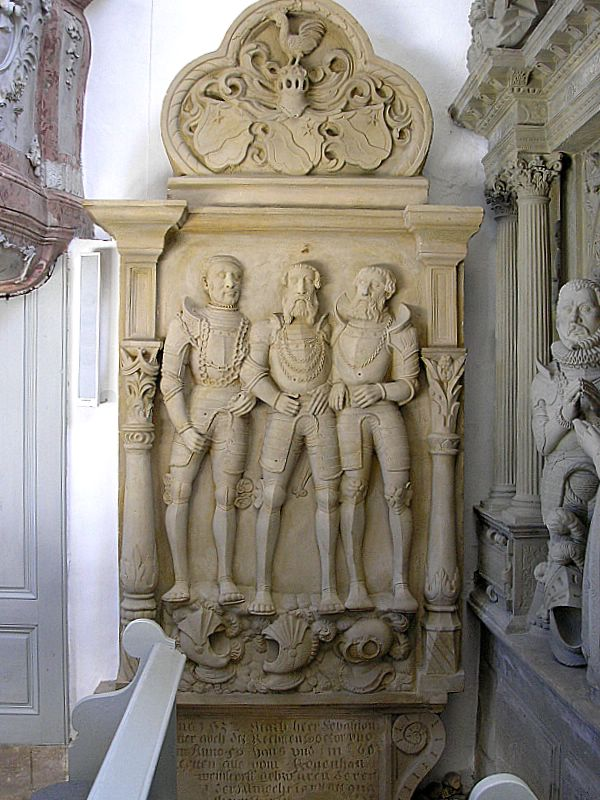
Sebastian, Hans und Martin von Rotenhan
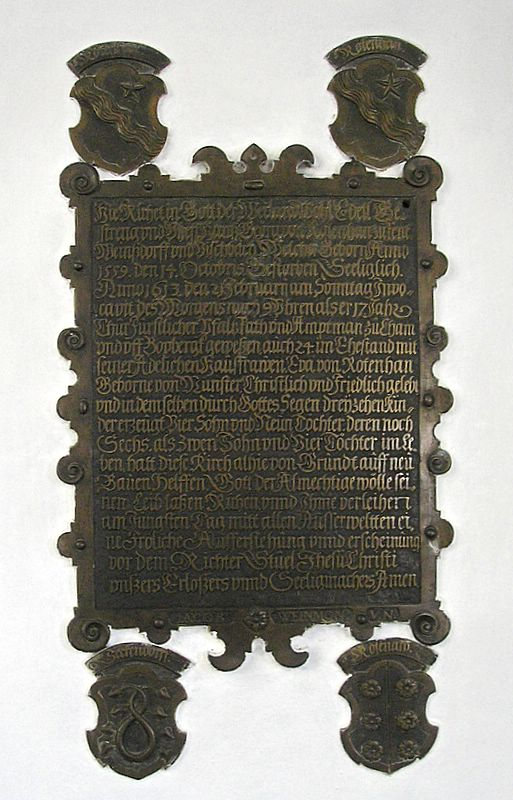
Hans Georg von Rotenhan
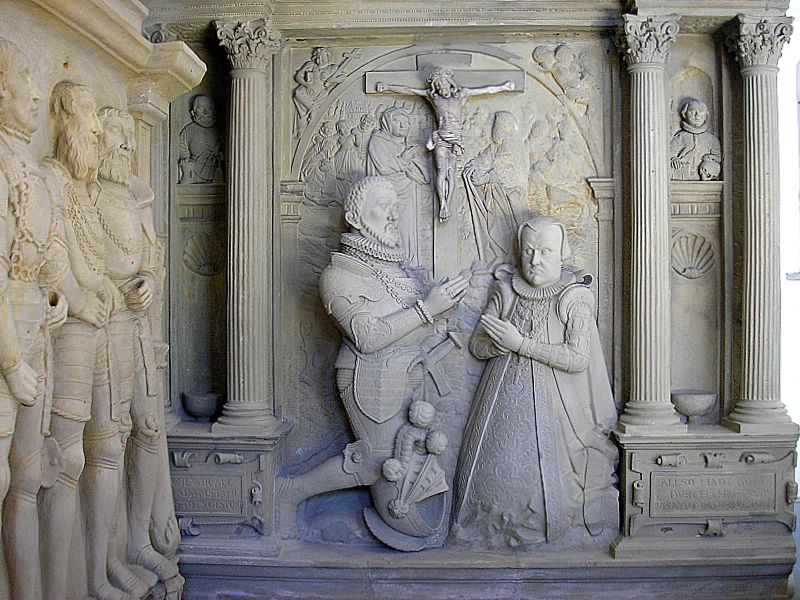
Sebastian und Anna Rufina von Rotenhan
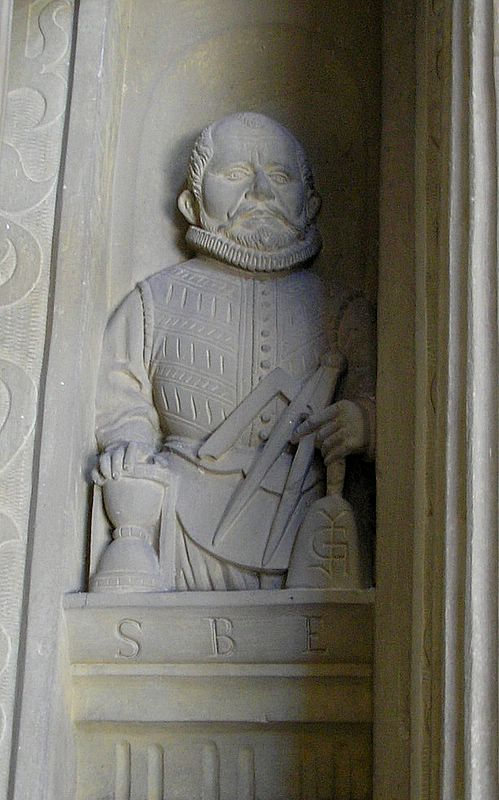
Das Selbstbildnis des Bildhauers
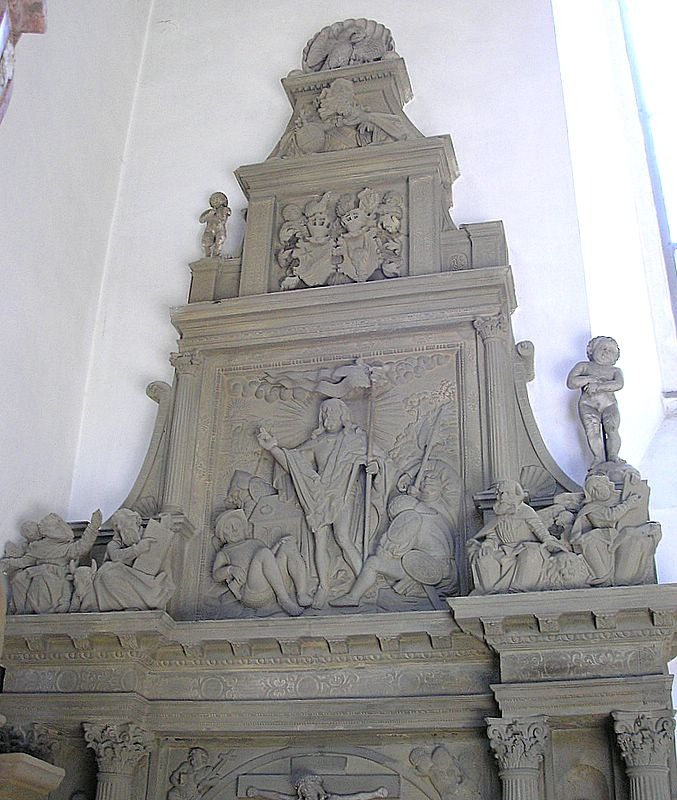
Der hohe Aufsatz des Epitaphs
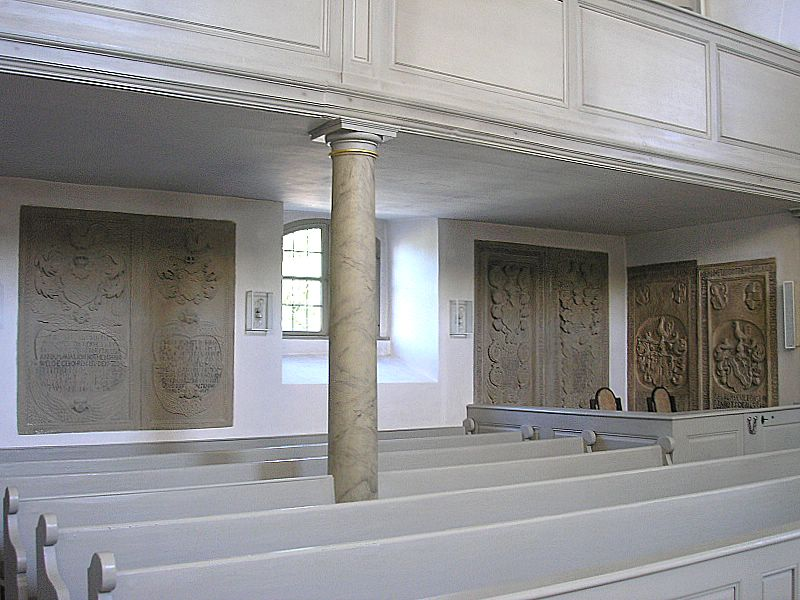
Wappensteine unter der Empore

## Wappen
Das Stammwappen zeigt einen roten, stromförmig gewellten Schrägbalken, begleitet von einem fünfstrahligen roten Stern sowie oberhalb einen Helm mit rot-silbernen Decken, auf dem sich ein roter Hahn befindet.

### Historische Wappenbilder

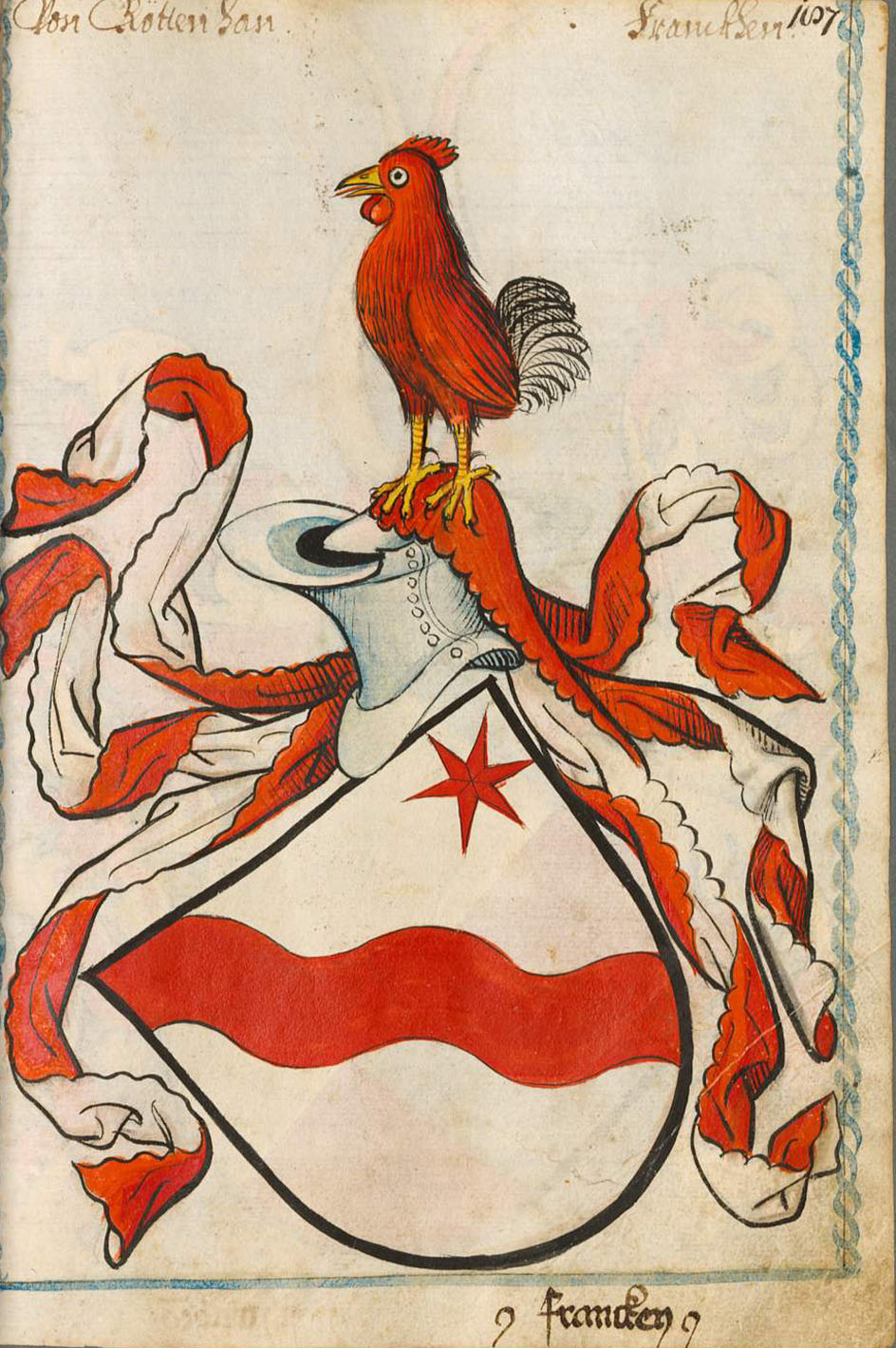
Rotenhan Wappen aus Scheiblersches Wappenbuch
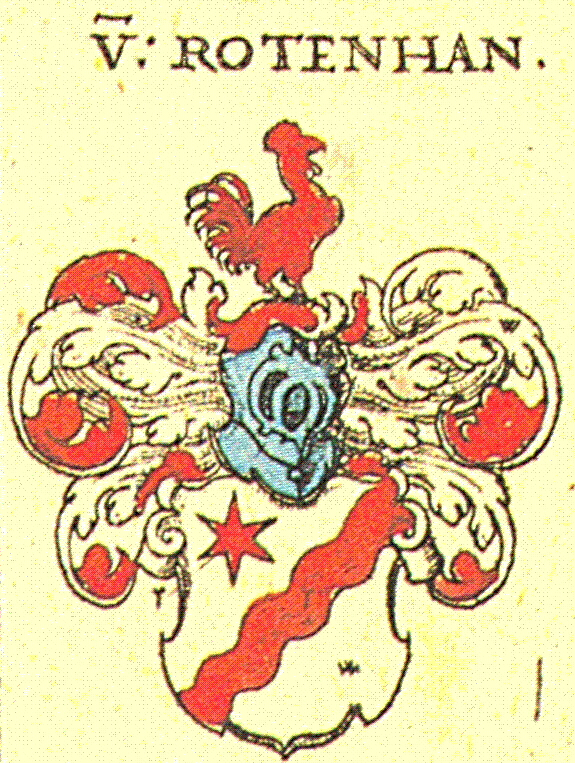
Rotenhan Wappen aus Siebmachers Wappenbuch
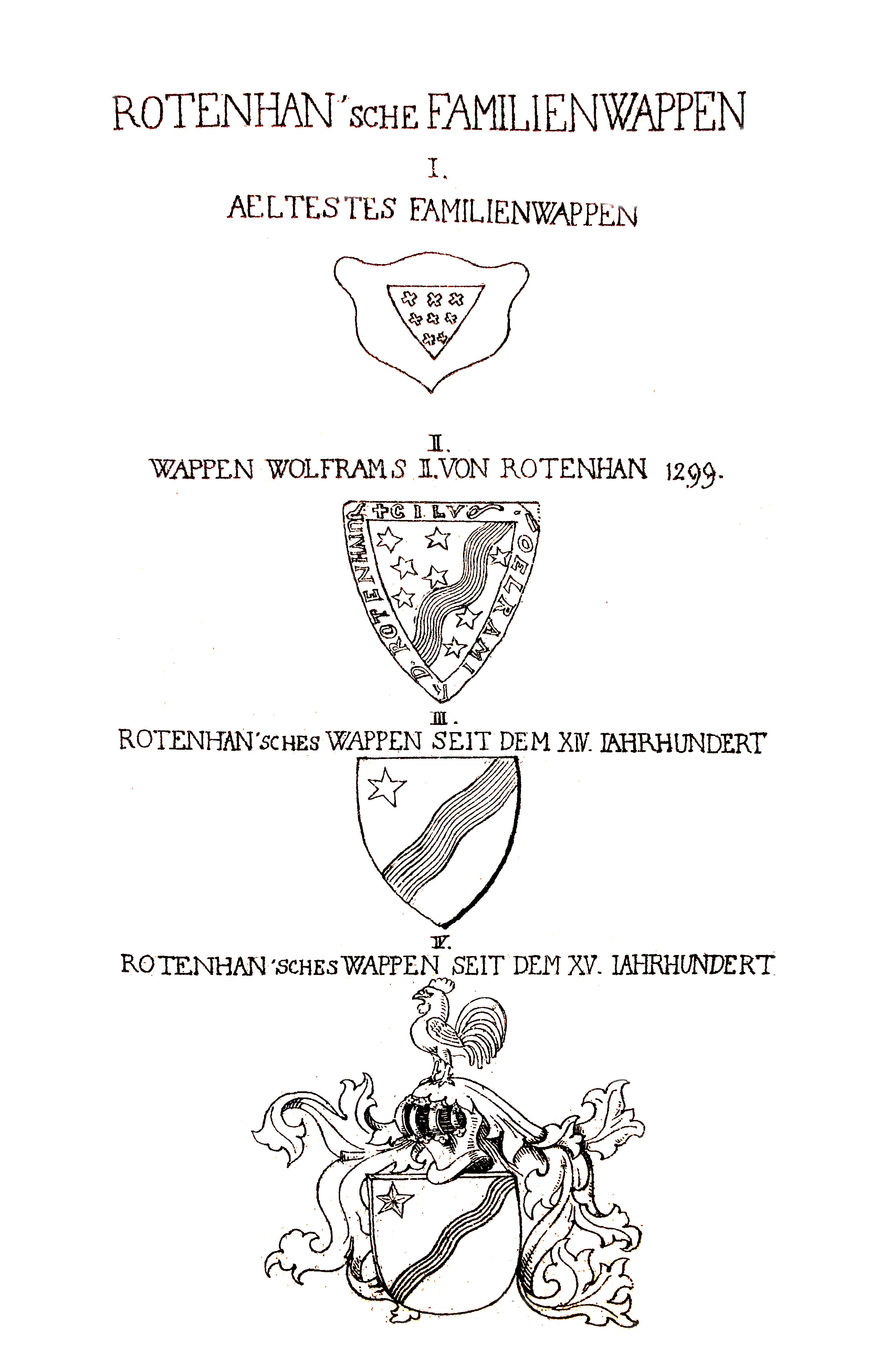
Entwicklung des Familienwappens
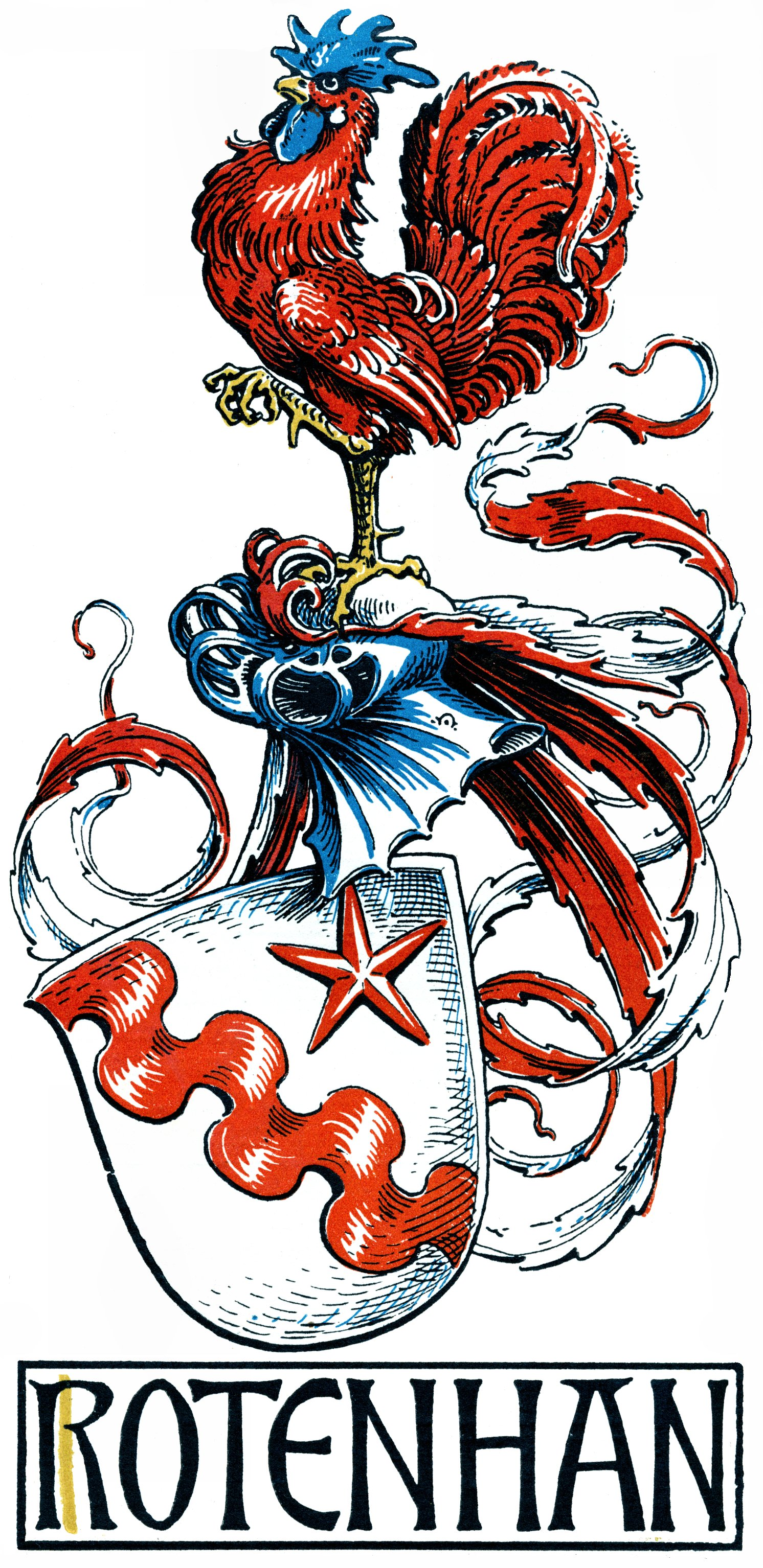
Wappengrafik von Otto Hupp im Münchener Kalender von 1908
Wappen der Gemeinde Rentweinsdorf

## Persönlichkeiten (nach Geburtsjahr)
- Winther Schenk von Rotenhan (um 1230), erster urkundlich erwähnter Vertreter des Adelsgeschlechts[5]
- Anton von Rotenhan (um 1390–1459), Bischof von Bamberg
- Christoph von Rotenhan, (um 1390–1436), Bischof von Lebus
- Ludwig von Rotenhan († nach 1417), Abt des Klosters Theres (1396–1417)
- Sebastian von Rotenhan (1478–1532), fränkischer Ritter, Humanist und Kartograph
- Alexander von Rotenhan († 1554), Abt des Klosters Banz (1529–1554)
- Georg Wolfgang von Rotenhan (1615–1695), Oberamtmann, Oberkämmerer, Kommandant der Festung Kronach, Oberschultheiß und zuletzt Landrichter
- Joachim Ignatz von Rotenhan (1662–1736), Oberamtmann und zuletzt Landrichter
- Lothar Franz Wilhelm von Rotenhan (1696–1768), Domherr in Würzburg und Bamberg[6]
- Philipp Rudolph Heinrich Joseph von Rotenhan (1706–1775), Domherr und Mitglied des Domkapitels in Würzburg[7]
- Johann Alexander von Rottenhan (1710–1791), Großgrundbesitzer und Förderer der wirtschaftlichen Entwicklung in Westböhmen
- Heinrich Franz von Rottenhan (1738–1809), Verwaltungsjurist, Präsident der Obersten Justizstelle und Hofkommissar für Gesetzgebung in Böhmen und Österreich
- Friedrich Christoph Philipp von Rotenhan (1749–1798), Oberamtmann und Oberstallmeister
- Hermann von Rotenhan (1800–1858), bayerischer Staatsmann
- Julius Freiherr von Rotenhan (1805–1882), bayerischer Regierungsbeamter und Politiker
- Georg Freiherr von Rottenhan (1831–1914), Politiker
- Hermann Julius von Rotenhan (1836–1914), bayerischer Oberst, Kämmerer, Genealoge[8] und Radsportfunktionär
- Wolfram von Rotenhan (1845–1912), Diplomat
- Ludwig von Rotenhan (1850–1922), bayerischer Generalleutnant
- Wolfram Freiherr von Rotenhan (1887–1950), Generalsekretär des Deutschen Roten Kreuzes (DRK)
- Elisabeth Freifrau von Rotenhan, geb. Freiin von Thüngen (1923–2011), Ehrenbürgerin des Marktes Rentweinsdorf, Trägerin des Bundesverdienstkreuzes
- Friedrich-Wilhelm Freiherr von Rotenhan (* 1929), Landwirt, Träger des Innovationspreises der deutschen Wirtschaft, Träger des Bundesverdienstkreuzes[9]
- Eleonore von Rotenhan (* 1939), deutsche Sozialwirtin, Präsidentin des Evangelischen Kirchentages 1987, Trägerin des Bundesverdienstkreuzes
- Sebastian Freiherr von Rotenhan (1949–2022), Politiker